# Реджувелак

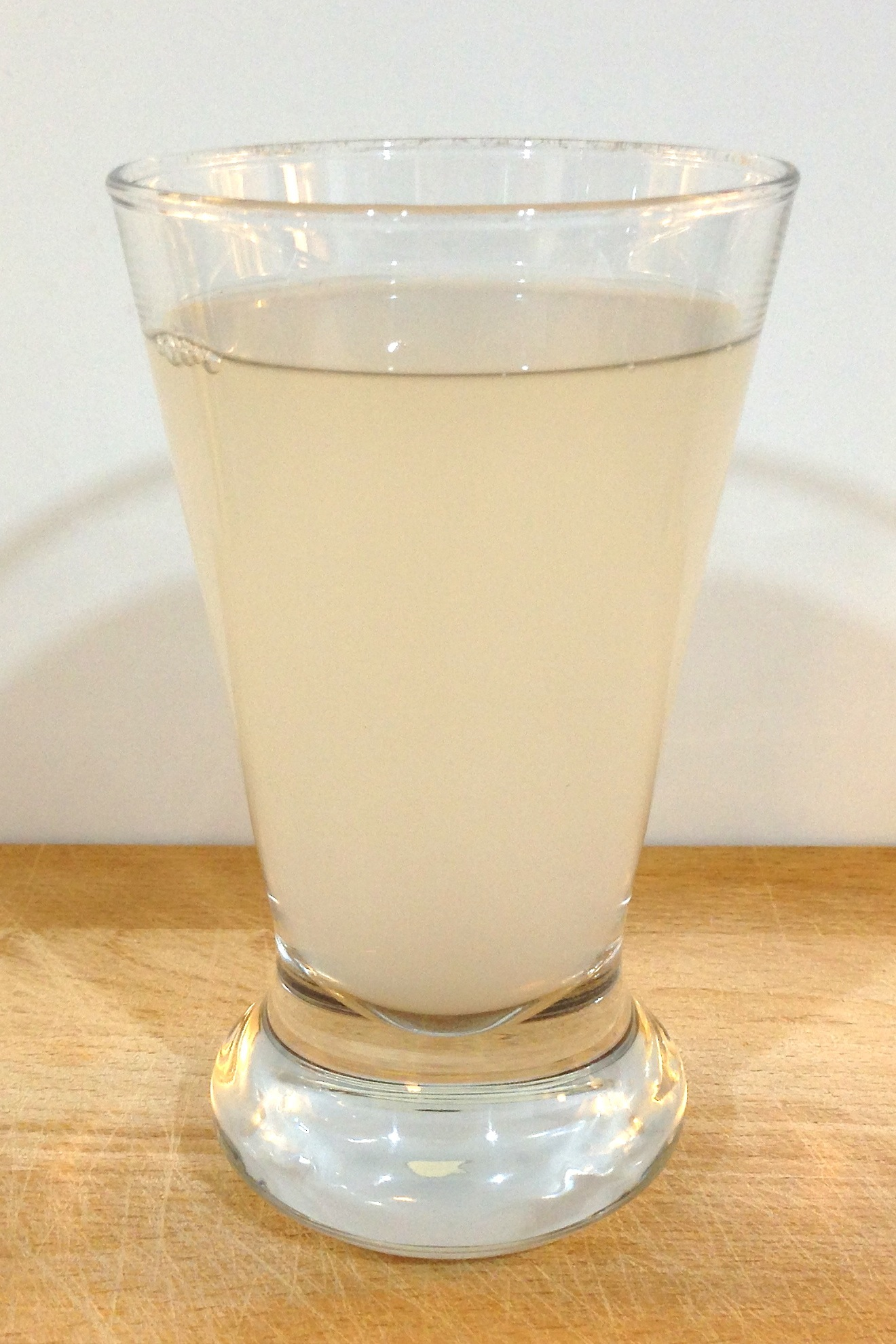
Свежий реджувелак из пророщенной гречихи

Реджувелак (англ. Rejuvelac) — это безалкогольный напиток, получаемый сбраживанием пророщенного зерна. Изобретён американкой литовского происхождения Анной Вигмор (1909-1994); напоминает во многом румынский борш (квас).
Благодаря брожению Реджувелак богат полезными бактериями и активными ферментами и потому, как утверждается, улучшает пищеварение. Реджувелак можно использовать как средство, способствующее пищеварению, или в качестве закваски для других ферментированных блюд, таких как сыроедные йогурты, сыры, соусы и ессейский хлеб из орехов или семян. Реджувелак готовят из цельной пшеницы, овса, ржи, киноа, ячменя, пшена, гречихи, риса и других видов зерна. На вид реджувелак мутноватый, бледно-соломенного цвета. Вкус его слегка лимонный, резковатый и терпковатый, с мягким землянистым ароматом.
Реджувелак является сырым продуктом, который готовится путём проращивания зерна, настаиванием пророщенного зерна в воде при комнатной температуре примерно в течение двух суток, а затем сцеживанием жидкости. Из оставшихся пророщенных зёрен можно изготовить вторую порцию, причём брожение займёт всего один день. Проростки можно использовать и трижды, но вкус может оказаться неприятным. Использованные пророщенные зёрна обычно выбрасывают (предпочтительно в компост, либо скармливанием мелким животным), либо используют в других кулинарных рецептах, например для изготовления хлебцев в сушилке в случае, если зерно было измельчено перед брожением.
Также существует аналог реджувелака, который готовится из мелко порубленной капусты. В некоторых рецептах используются добавки: мёд, соль, специи.